# Clephydroneura singhi
Clephydroneura singhi är en tvåvingeart som beskrevs av Joseph och Parui 1999. Clephydroneura singhi ingår i släktet Clephydroneura och familjen rovflugor. Inga underarter finns listade i Catalogue of Life.